# Cratere Townley
Townley è un cratere lunare di 17,68 km situato nella parte nord-orientale della faccia visibile della Luna.